# Dany Robin
Danielle «Dany» Robin (Clamart, 14 de abril de 1927-París, 25 de mayo de 1995) fue una actriz francesa de las décadas de 1950 y 1960.
Ella y su segundo marido, Michael Sullivan, murieron en un incendio en su apartamento de París en 1995.

## Filmografía parcial
- Les Portes de la nuit (1946) - Étiennette.
- Six heures à perdre (1947) - Rosy.
- Le destin s'amuse (1947) - Gabrielle.
- Le silence est d'or (1947) - Lucette.
- Les amoureux sont seuls au monde (1948) - Monelle Picart.
- La passagère (1949) - Nicole Vernier.
- La voyageuse inattendue (1950) - Dany.
- La soif des hommes (1950) - Julie.
- Deux sous de violettes (1951) - Thérèse Derbez.
- Elle et moi (1952) - Juliette Capulet.
- La fête à Henriette (1952) - Henriette.
- Les Amants de minuit (1953) - Françoise Letanneur.
- Julietta (1953) - Julietta Valendor.
- Acto de amor (1953) - Lise Gudayec / Madame Teller.
- Quelques pas dans la vie (1954) - Lei.
- Cadet Rousselle (1954) - Violetta Carlino.
- Escale à Orly (1955) - Michèle Tellier 'Baby Face'.
- Napoleón (1955) - Désirée Clary.
- Frou-Frou (1955) - Antoinette Dubois 'Frou-Frou'.
- Paris canaille (1956) - Penny Benson.
- C'est arrivé à Aden... (1956) - Albine.
- C'est la faute d'Adam (1958) - Eléonore 'Nora' de Savigny.
- L'école des cocottes (1958) - Ginette Masson.
- Mimi Pinson (1958) - Mimi Pinson.
- Les Dragueurs (1959) - Denise.
- Le secret du Chevalier d'Éon (1959) - La comtesse de Monval.
- Scheidungsgrund: Liebe (1960) - Marylin.
- La Française et l'Amour (1960) - Nicole Perret (segmento "Adultère, L'").
- Les Amours célèbres (1961) - Madame de Monaco (segmento "Lauzun").
- Les parisiennes (1962) - Antonia (segmento "Antonia").
- Waltz of the Toreadors (1962) - Ghislaine.
- Les Mystères de Paris (1962) - Irène.
- La sombra del vengador (1962) - Baronne d'Escourt.
- Follow the Boys (1963) - Michele Perrier.
- Comment trouvez-vous ma soeur? (1964) - Martine Jolivet.
- Don't Lose Your Head (1966) - Jacqueline.
- The Best House in London (1969) - Babette.
- Topaz (1969) - Nicole Devereaux (su última película).